# Diógenes da Babilônia
Diógenes da Babilônia (também conhecido como Diógenes, o Estoico ou Diógenes da Selêucia; c. 230 a.C. - ca. 150/140 a.C.) foi um filósofo estoico da Grécia Antiga. Foi o principal líder da escola estoica em Atenas, e um dos três filósofos enviados a Roma em 155 a.C.. Escreveu diversas obras, porém nenhuma foi preservada até os dias de hoje; existem apenas citações suas feitas por autores posteriores.